# Wolfgang Döring
Wolfgang Döring (Berlino, 31 marzo 1934 – Düsseldorf, 4 novembre 2020) è stato un architetto tedesco.

## Biografia
Dopo gli studi all'Università tecnica di Monaco e all'Università tecnica di Karlsruhe collaborò con Egon Eiermann, Konrad Wachsmann e Max Bill, aprendo quindi un proprio studio a Düsseldorf nel 1964. In breve tempo emerse come figura internazionale grazie al suo uso innovativo dei prefabbricati industriali.
Dal 1973 fu professore ordinario di progettazione e costruzione edilizia all'Università tecnica di Aquisgrana.